# (5020) Азимов
(5020) Азимов (англ. Asimov) — астероид главного пояса, который был открыт 2 марта 1981 года американским астрономом Шелте Басом в обсерватории Сайдинг-Спринг и 3 мая 1996 года назван в честь Айзека Азимова, известного американского писателя-фантаста. В тот же день Бас открыл астероид (4923) Кларк, названный в честь другого фантаста, Артура Кларка.
Диаметр астероида — около 3,5 км.